# Epalpodes chillanensis
Epalpodes chillanensis là một loài ruồi trong họ Tachinidae.